# Ulica Chłodna w Warszawie

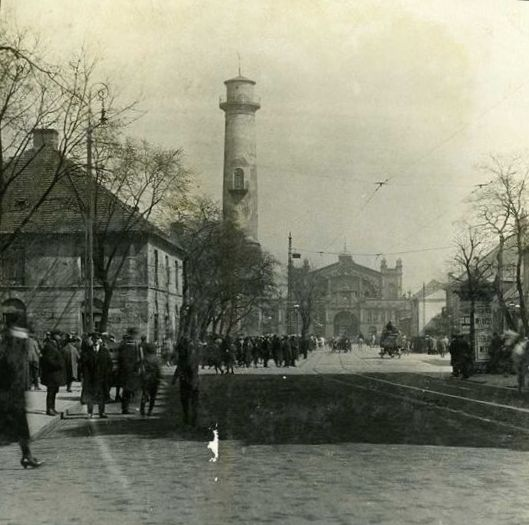
Wschodni odcinek ulicy przed 1939, widok w kierunku wschodnim. Widoczne Koszary Mirowskie, wieża obserwacyjna (tzw. czatownia) IV Oddziału Warszawskiej Straży Ogniowej i hala Mirowska

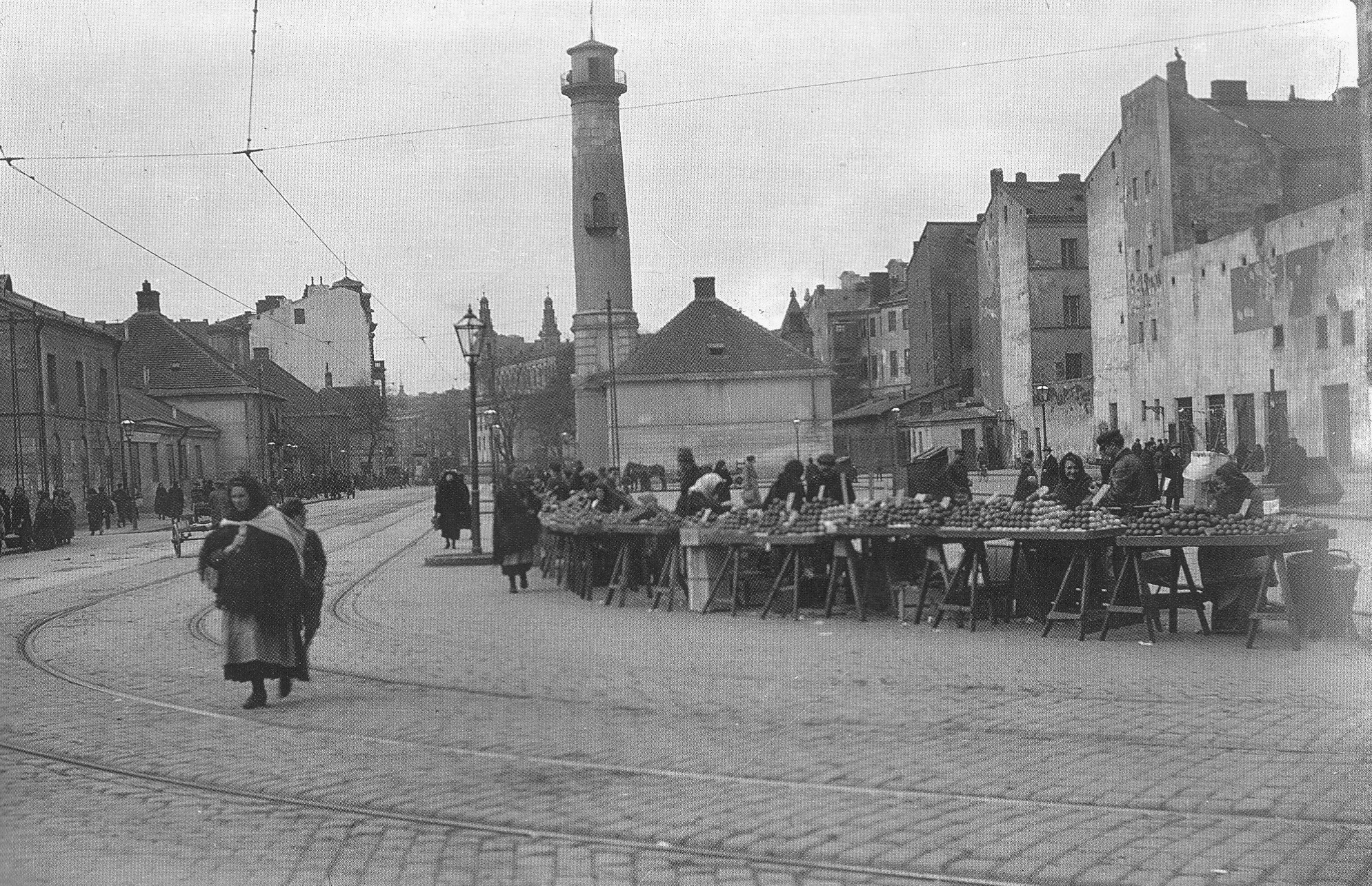
Ulica od strony hali Mirowskiej, widok w kierunku kościoła św. Karola Boromeusza, lata 20. XX wieku

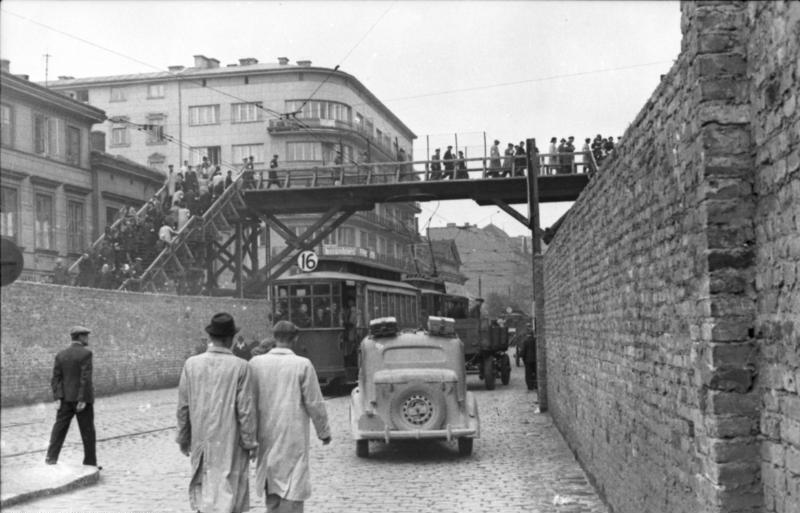
Drewniany most nad Chłodną łączący małe i duże getto (1942)

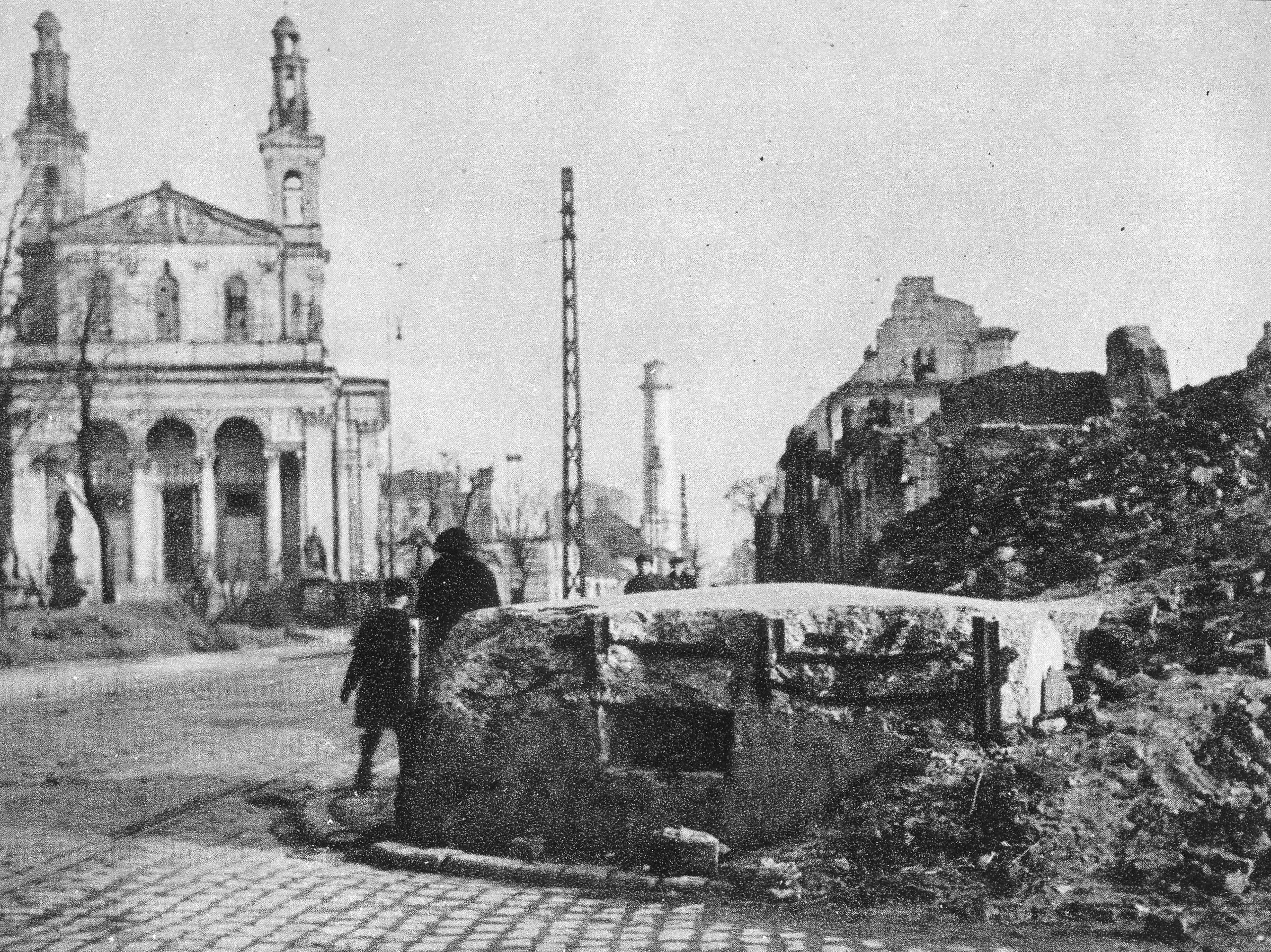
Nieparzysta strona ulicy w 1945, widok ze skrzyżowania z ul. Waliców w kierunku wschodnim

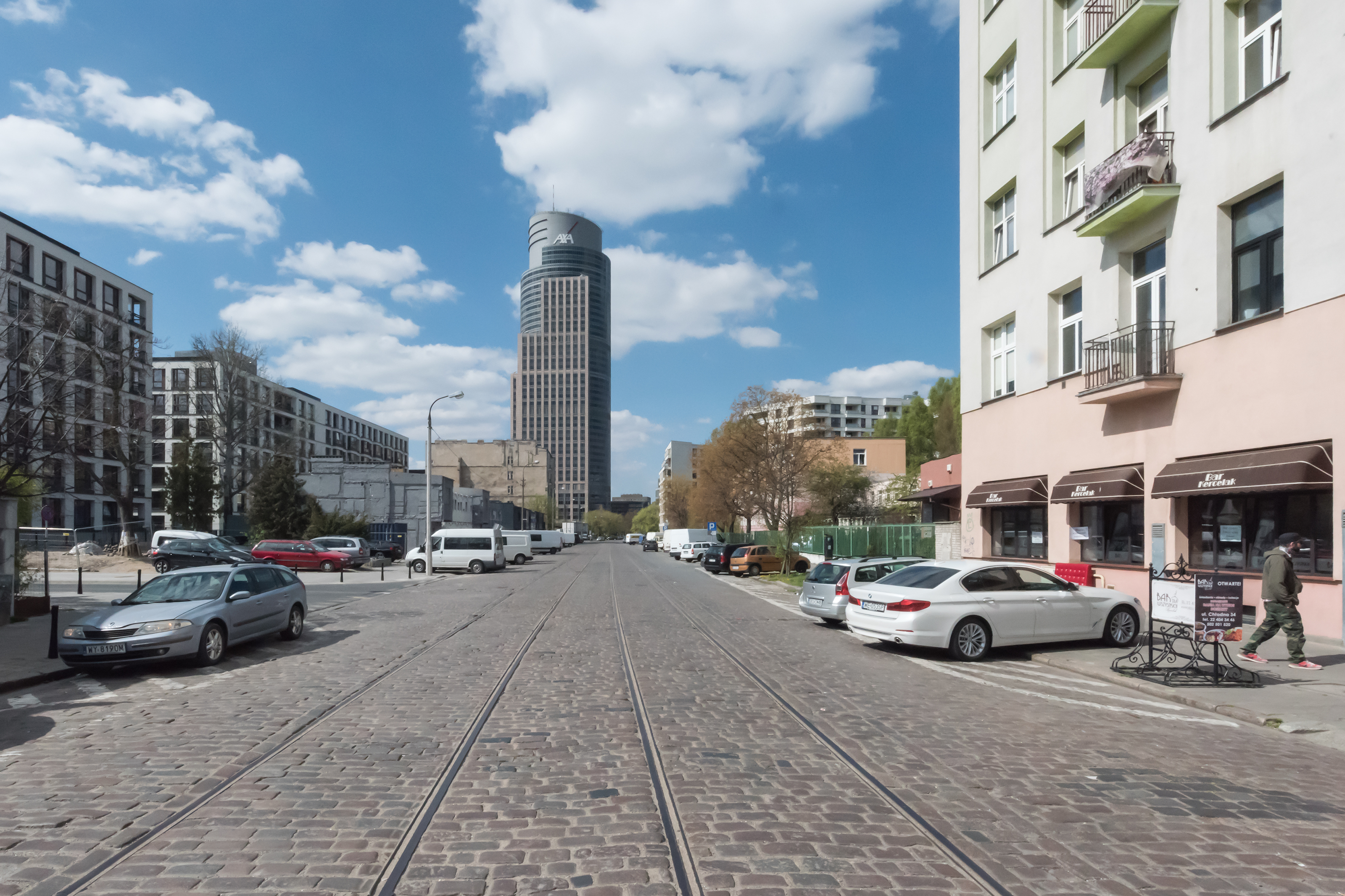
Ulica Chłodna, widok w kierunku ul. Towarowej, widoczna zachowana kostka brukowa i tory tramwajowe o historycznej szerokości 1525 mm

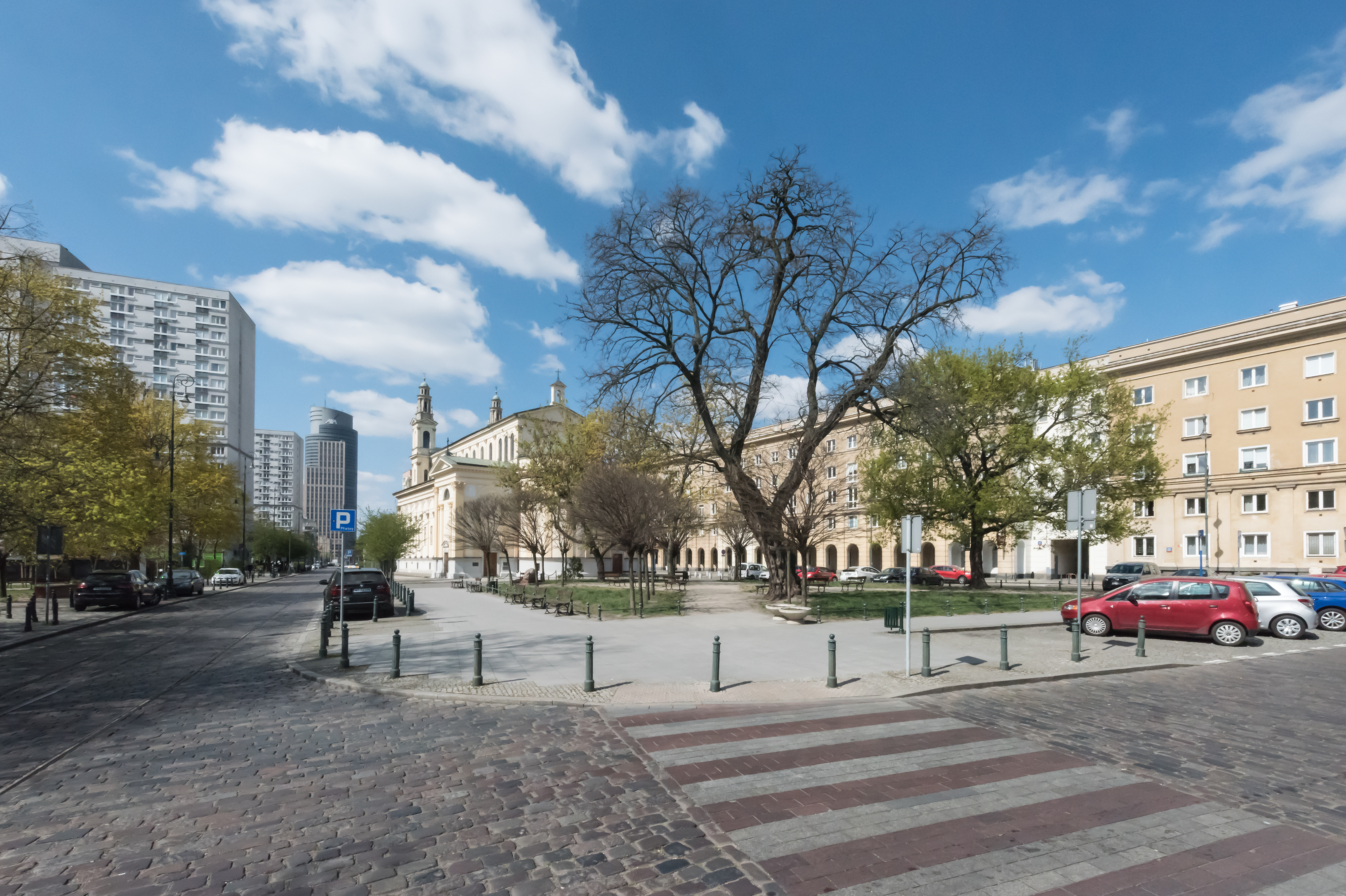
Ulica Chłodna przy ul. Elektoralnej, widok spod Koszar Mirowskich w kierunku zachodnim

Ulica Chłodna – ulica w dzielnicy Wola w Warszawie.

## Historia
Ulica Chłodna powstała jako droga narolna wiodąca z placu Mirowskiego do wsi Wola. Po roku 1713 została włączona w skład zaprojektowanej przez Matthäusa Pöppelmanna Osi Saskiej. Noszącą ówcześnie nazwę aleja Wolska ulicę w roku 1770 przecięły w linii obecnej ul. Towarowej okopy Lubomirskiego.
Otoczenie początkowego odcinka ulicy stanowiły Koszary Gwardii Konnej Koronnej, zwane od nazwiska pierwszego dowódcy Wilhelma Miera Koszarami Mirowskimi. Jako ulica będąca obok Grzybowskiej jedną z dróg wyjazdowych w kierunku Poznania i Wrocławia, Chłodna była atrakcyjnym terenem inwestycyjnym. Dość wcześnie pojawiły się tu kamienice wznoszone jeszcze przed rokiem 1784; były to obiekty jednopiętrowe, w większości znajdujące się na zachodnim odcinku ulicy.
Bardzo intensywny rozwój ulicy nastąpił po roku 1815 i utworzeniu Królestwa Kongresowego; w latach 1816–1818 wybudowano klasycystyczne pawilony rogatek Wolskich projektu Jakuba Kubickiego. Około roku 1820 na trójkątnym placyku w widłach ul. Elektoralnej i Chłodnej utworzono plac targowy, nazywany placem Pod Lwem od lwa widniejącego w herbie Łada, należącym do Walickich, którzy byli właścicielami okolicznych dóbr zwanych Walicowem.
2 listopada 1830 ulicą przejechał Fryderyk Chopin opuszczający miasto na zawsze. Żegnający młodego kompozytora przy rogatkach Wolskich przyjaciele i uczniowie warszawskiego Konserwatorium odśpiewali mu z akompaniamentem gitary kantatę Zrodzony w polskiej krainie ułożoną przez Ludwika Adama Dmuszewskiego do melodii Józefa Elsnera.
Do 1830 przy ulicy powstał szereg obiektów będących najwyższej próby dziełami stołecznej architektury; można by je wymieniać jednym tchem z zabudową takich ulic, jak Franciszkańska, Nowy Świat czy Nalewki. Najwspanialsza powstała pod nr. 11 dla Jana Bogumiła Leńskiego; jej twórcą był zapewne wybitny architekt tamtej doby – Antonio Corazzi lub Fryderyk Albert Lessel.
Kilka kolejnych budynków wystawionych w tamtym czasie przy Chłodnej zaprojektował Karol Galle. Jedną z jego realizacji była kamieniczka Karola Kijoka, na miejscu której w latach 1912–1913 wzniesiono zachowaną do dziś pod nr. 20 kamienicę Zygmunta Lewina. Jej autorami byli architekci Józef Napoleon Czerwiński i Wacław Heppen. Jej fasadę ozdobił zegar, stąd zwyczajowa nazwa budynku – kamienica pod Zegarem.
Wojna roku 1831 nieco spowolniła tempo nowych inwestycji, jednak po tym okresie przy ulicy powstały trzy browary: Fryderyka Brzezińskiego pod nr. 51, Karola Sommera pod nr. 45/47 oraz powstały około roku 1850 browar Jana Szymanowskiego, wzniesiony u zbiegu z Żelazną. Akcentami wysokościowymi okolicy były zamykający perspektywę ulicy kościół św. Karola Boromeusza wybudowany w latach 1841–1849 przy placu Pod Lwem oraz okrągła wieża (tzw. czatownia) IV Oddziału Warszawskiej Straży Ogniowej działającego od roku 1851 w Koszarach Mirowskich.
Wśród twórców kamienic wznoszonych przy Chłodnej w tamtym okresie byli m.in. Henryk Marconi, Adam Idzikowski, Alfons Kropiwnicki i Stefan Baliński. Przy ulicy działało wiele zakładów przemysłowych, m.in. zakład brązowniczy Wincentego Norblina. Po śmierci właściciela fabrykę przejął syn – Ludwik Norblin, który był współtwórcą Towarzystwa Akcyjnego Fabryk Metalowych „Norblin, Bracia Buch i T. Werner” działającego od 1882 przy ul. Żelaznej.
Wśród wznoszonych w tym czasie podobnych do siebie budynków wyróżniała się kamienica Kazimierza Granzowa, wybudowana pod nr. 8 według projektu Witolda Lanciego. Po 1885 wznoszone przy Chłodnej kamienice miały staranniej opracowane fasady; twórcy jednej z nich – pod nr. 26 – Stefanowi Szyllerowi zarzucano przesadę w użyciu detali i ozdób. W latach 1899–1902 w miejscu rozebranych wschodnich pawilonów Koszar Mirowskich wzniesiono Hale Mirowskie, które odcięły Chłodną od wschodniej części Osi Saskiej; w tym okresie powstały też pierwsze kamienice o protosecesyjnej ornamentyce fasad. Silniejsze piętno odcisnął w zabudowie ulicy okres wczesnego modernizmu; w okresie 1910–1914 powstało kilka dość solidnych kamienic, które przetrwały wojnę dzięki nowoczesnej, niepalnej konstrukcji. W początkach XX wieku Chłodna stała się traktem spacerowym dla okolicznej ludności. Od roku 1908 kursowały tędy tramwaje elektryczne. Ulicą przechodziły także kondukty pogrzebowe na cmentarz prawosławny i oba cmentarze ewangelickie.
Przy ulicy działały liczne niewielkie fabryczki i wytwórnie; w tym czasie powstał także pod nr. 47 olbrzymi kinoteatr „Kometa” z widownią na 1500 osób. Sala kinowa znajdowała się też w kinie „Czary” oraz Domu Katolickim im. kardynała Kakowskiego pod nr. 9. Po tym okresie liczne kamienice nadbudowano, jedyny nowy budynek powstał w roku 1938 u zbiegu z Żelazną pod numerem 25. W narożnym domu pod numerem 11 działały szkoły powszechne nr 7, 19, 23 i 72.
W czasie obrony Warszawy we wrześniu 1939 przy kościele św. Karola Boromeusza powstał prowizoryczny cmentarz; groby zaczęto usuwać na rozkaz władz niemieckich w listopadzie 1939. W listopadzie 1940 ulica na odcinku między ulicami Wronią i Żelazną znalazła się w obrębie warszawskiego getta. Ulica Chłodna stanowiła granicę między tzw. małym i duże gettem. W grudniu 1941 granica getta w tym rejonie została przesunięta na środek ulicy Żelaznej. Jednocześnie do getta włączono kamienice znajdujące się przy ulicy Chłodnej na odcinku od Żelaznej do Waliców (strona nieparzysta) i Białej (strona parzysta). Mur getta biegł tutaj przy samej krawędzi jezdni; sama jezdnia należały do strony aryjskiej i panował na niej ożywiony ruch tramwajowy, samochodowy i pieszy. 
26 stycznia 1942 nad przelotową Chłodną przy Żelaznej oddano do użytku drewniany most dla ruchu pieszego, zbudowany na wysokości drugiego piętra pomiędzy kamienicami nr 23 i 26. Most został zaprojektowany przez niemiecką spółkę Schmied i Muentzermann. Został rozebrany po włączeniu w sierpniu 1942, w czasie wielkiej akcji deportacyjnej, terenu małego getta i obszaru pomiędzy ulicami Leszno i Chłodną do aryjskiej części miasta.
Pod pretekstem konieczności wprowadzenia usprawnień komunikacyjnych w 1942 Niemcy rozebrali pawilony rogatek Wolskich. W kamienicy Ignacego Partowicza znajdującej się na skrzyżowaniu Chłodnej z Żelazną zorganizowano posterunek niemieckiej żandarmerii – Nordwache. W czasie powstania warszawskiego, 3 sierpnia 1944, placówka została zdobyta przez żołnierzy z batalionu „Chrobry I”.
Podczas powstania warszawskiego jej skrzyżowanie z ulicą Wronią zostało zamknięte przez powstańców barykadą. 6 sierpnia 1944 roku toczyły się o nią ciężkie walki, gdyż ulicą nacierały główne siły niemieckie, przebijające się w kierunku Ogrodu Saskiego i pałacu Brühla. Setki mieszkańców ulicy Chłodnej oraz okolicznych ulic zostało wymordowanych podczas Rzezi Woli. Całkowitemu zniszczeniu uległa zabudowa w rejonie ulic: Okopowej, Towarowej i Walicowa. Po upadku powstania Niemcy wysadzili w powietrze absydę kościoła św. Karola Boromeusza. 
Po wojnie fragment miasta, przez który przebiegała ulica, był nazywany Dzikim Zachodem. W 1946, zgodnie z decyzjami Biura Odbudowy Stolicy, rozebrano większość wypalonych budynków, włącznie z nadającymi się do remontu, a nawet zachowanymi obiektami zabytkowymi. W latach 1949–1960 między ulicami: Orlą, Świerczewskiego (od 1991 al. „Solidarności”), Żelazną, Chłodną i Elektoralną zbudowano osiedle mieszkaniowe Mirów zaprojektowane przez Tadeusza Kossaka. 
W listopadzie 1948 roku, wraz z likwidacją ostatniej w lewobrzeżnej Warszawie szerokotorowej linii tramwajowej (po przekuciu torów tramwajowych z rozstawu 1525 mm na 1435 mm), ulicą po raz ostatni pojechały tramwaje. Utraciła ona swe znaczenie komunikacyjne na rzecz al. gen. Karola Świerczewskiego (Trasy W-Z).
W 1965 założenie urbanistyczne ulicy zostało wpisane do rejestru zabytków.
W latach 2010–2011 przeprowadzono generalny remont ulicy na odcinku od Żelaznej do Elektoralnej. Zgodnie z wytycznymi konserwatorskimi zachowano jezdnie z kostki granitowej wraz z szynami tramwajowymi. Wraz z otwarciem 1 października 2011 zrewitalizowanej ulicy odsłonięto Kładkę Pamięci – pomnik składający się z dwóch par stalowych masztów połączonych linami upamiętniający znajdującą się w tym miejscu drewnianą kładkę łączącą w 1942 roku małe i duże getto.
Na ulicy zachowała się przedwojenna brukowa nawierzchnia, a także tory tramwajowe pochodzące z pierwszego okresu budowy miejskiej sieci tramwajowej w Warszawie o historycznej szerokości 1525 mm.

## Ważniejsze obiekty
- Koszary Mirowskie
- Kościół św. Karola Boromeusza
- Figura Matki Boskiej Łaskawej
- Kamienica pod Zegarem
- I Zbór Kościoła Chrześcijan Baptystów
- Kładka Pamięci
- Dom Kereta
- Trzy pomniki granic getta
- Kamienica Ignacego Partowicza
- Kamienica Markowskiego
- Zespół Szkół nr 7 im. Szczepana Bońkowskiego
- Warsaw Trade Tower

## Obiekty nieistniejące
- Rogatki Wolskie

## Mieszkańcy
- Przy Chłodnej 7 mieszkał i tworzył aż do śmierci w roku 1857 bajkopisarz Stanisław Jachowicz
- Przy Chłodnej 15 (na trzynastym piętrze) mieszkał do śmierci w roku 1984 błogosławiony ksiądz Jerzy Popiełuszko
- Przy Chłodnej 18 mieszkał do śmierci botanik Karol Drymmer
- W Kamienicy pod Zegarem przy Chłodnej 20 w mieszkaniu na pierwszym piętrze od 13 grudnia 1941[23] do dnia swego samobójstwa (popełnionego w siedzibie Gminy Żydowskiej 23 lipca 1942) mieszkał prezes warszawskiego Judenratu Adam Czerniaków.
- Przy Chłodnej 40 mieszkał w czasie powstania warszawskiego poeta Miron Białoszewski.

## Ulica w kulturze masowej
- Ulica Chłodna „zagrała” w filmie Romana Polańskiego Pianista. Zdjęcia nakręcono przy ul. Stalowej, a drewniany most został zbudowany w pobliżu skrzyżowania z ulicą Konopacką[24]